# 科拉
科拉（俄語：Ко́ла）是俄羅斯摩爾曼斯克州的一個城市以及科拉區的行政中心，位於科拉半島科拉河和圖洛馬河會合之處。2002年人口為11,060人。
1264年首見於文獻，是半島上最古老的城市。